# Племенникът на магьосника
Племенникът на Магьосника (на английски: The Magician's Nephew) е фентъзи-роман за деца от К. С. Луис. Книгата излиза през 1955 г. и е една от седемте книги от „Хрониките на Нарния“. Въпреки че не е написан първи, в хронологията на действието романът се подрежда на първо място.